# Савчук Сергій Дмитрович
Сергій Дмитрович Савчук (нар. 1 серпня 1974, с. Оринин, Кам'янець-Подільський район, Хмельницька область) — Директор з розвитку та інвестицій Групи компаній VITAGRO; голова Державного агентства з енергоефективності та енергозбереження України (2014 по 2019), член Наглядової ради НАК «Нафтогаз України» (2010—2013).

## Жєттєпис
Народився Сергій Савчук  1 серпня, у 1974 році, в селі Оринин.
У 1997 році отримав диплом магістра у Національному технічному університеті України «Київський політехнічний інститут», за спеціальністю: Business administration.
У 2003 році закінчив магістратуру в Українській Академії державного управління при Президентові України, за спеціальністю: магістр державного управління.

## Кар'єра
З 1996 по 1997 рік був менеджером по торгівлі ТОВ «Ілта Дистриб'юторс»
З 1997 по 1999 рік працював директором ТОВ «Санрей–Київ».
З 1999 по 2000 — експерт служби Віце-прем'єр-міністра України з питань економіки С. Тігіпка в Кабінеті Міністрів України.
З 2000 по 2001 рік — начальник відділу Управління житлово-комунальної та будівельної політики Міністерства економіки України.
З 2001 по 2011 рік — заступник керівника Управління енергетичної політики Кабінету Міністрів України.
З 2010 по 2013 рік — член Наглядової ради НАК «Нафтогаз України».
З 2011 по 2012 рік — заступник начальника Управління ліцензійного контролю Національної комісії регулювання енергетики.
З 2012 по 2013 рік — радник Віце-прем'єр-міністра України з питань енергетики С. Тігіпка.
З 2013 по 2014 — член Спостережної Ради АТ «ТАСКОМБАНК», керівник проекту з енергетики ТОВ «ТАС Груп».
З 2013 по 2014 рік — консультант народного депутата Тігіпка.
З 2014 по 2019 рік — Голова Держенергоефективності, має 2-гий ранг державного службовця.
З 2019 по 2022 рік — виконавчий Директор ТОВ «Кліар Енерджі Груп».
З 2022 року — Директор з розвитку та інвестицій Групи компаній VITAGRO.

## Кліар Енерджі
«Кліар Енерджі» — група енергетичних компаній, що працюють у сфері будівництва і експлуатації електростанцій та станцій теплогенерації на біомасі, біогазі, вітрі і сонячній енергії. Підприємство також займається дегазацією, управлінням полігонами, виробництвом газогенераторів.
З 2019 р. Сергій Савчук — виконавчий директор компанії Кліар Енерджі. Основними завданнями Савчука на посаді виконавчого директора є координація міжнародного та регіонального співробітництва, а також розвиток груп компаній за всіма напрямами її роботи.

## Громадська активність
Член Експертної ради Громадської спілки «Біоенергетична асоціація України».[джерело?]
Голова української частини Українсько-Турецької торгово-промислової палати.

## Сім'я
Одружений, разом з дружиною виховують сина та доньку.[джерело?]

## Нагороди
- У 2006 році був нагороджений Почесною Грамотою Кабінету Міністрів України.

- У 2020 році — отримав Державну премію України в галузі науки і техніки: за роботу «Технології та обладнання для виробництва і споживання альтернативних видів палива».[16]